# Square François Crépin
Le square François Crépin est un parc classé situé dans le centre de la ville de Rochefort en Belgique (province de Namur)

## Historique
Ce square a été créé vers 1850 sur un terrain alors dénommé "le grand jardin" et qui était un verger des comtes de Rochefort. En 1904, l’endroit est baptisé en mémoire de François Crépin, dont le buste en bronze figure au centre du square. 

## Odonymie
Le lieu rend hommage à François Crépin, né le 30 octobre 1830 à Rochefort et mort le 30 avril 1903  à Bruxelles, botaniste, spécialiste des roses et directeur du Jardin botanique de l'État à Bruxelles. 

## Situation et description
D'une superficie d'environ 1 350 m2, ce square rectangulaire d'une longueur de 55 mètres en légère pente et d'une largeur de 25 mètres est bordé au sud par la rue de France, une section de la route nationale 86 traversant le centre de Rochefort. Il est arboré principalement pour ses parties sud et ouest. 
La partie nord est occupée par un kiosque octogonal reposant sur un soubassement en pierre calcaire, accessible par un escalier en pierre de 7 marches. La plateforme, en béton, est délimitée par des pierres de taille et des rambardes en métal comprenant chacune une harpe circulaire stylisée, avec un élément en bois sur la partie supérieure. Huit piliers en bois surmontés de volutes métalliques supportent une toiture à huit pans en ardoises, surmontée d'une autre harpe stylisée percée d'une flèche. 
Au centre du square, le monument dédié à François Crépin est entouré d'un parterre fleuri, délimité par une large bordure en pierre de taille. Ce monument en pierre est composé d'un socle sur lequel est posée une haute colonne quadrangulaire surmontée du buste en bronze.

## Classement
Le square François Crépin est repris sur la liste du patrimoine immobilier classé de Rochefort depuis le 16 octobre 1975.